# Чарльз Шиффер
Чарльз Шиффер (англ. Charles Sheaffer, 6 грудня 1904 — 28 серпня 1989) — американський хокеїст на траві.
Бронзовий призер Олімпійських Ігор 1932 року.